# إيفا ماي
إيفا ماي (بالألمانية: Eva May) (و. 1902 – 1924 م) هي ممثلة أفلام نمساوية، ولدت في فيينا، توفيت في بادن (النمسا السفلى)، عن عمر يناهز 22 عاماً، بسبب إصابة بعيار ناري.

## وصلات خارجية
- إيفا ماي على موقع IMDb (الإنجليزية)
- إيفا ماي في قاعدة بيانات الأفلام على الإنترنت